# Synagogue Monastir (Thessalonique)
 La synagogue Monastir (en hébreu : קהל קדוש מונאסטירליס, ou encore Kal de los Monastirlis en judéo-espagnol) est une synagogue historique de la communauté juive autrefois très dynamique de Thessalonique. 

## Histoire
La construction de la synagogue a duré de 1925 à 1927. Le financement était dû aux Juifs de Monastir du royaume de Yougoslavie, principalement d'Ida Aroesti, à la mémoire de son défunt mari Isaac, et des familles Camhi, Joseph Nahmias, Massot, Barouch, Halevi, Israël, Calderon, Faradji et Meir. La consécration du suppléant en chef, grand rabbin de Thessalonique, Haïm Raphaël Habib, a eu lieu le 27 Eloul 5687 (24 septembre 1927). 
Ces familles ont fui Monastir pendant les guerres balkaniques (1912-1913) et la Première Guerre mondiale (1914-1918) et se sont établies à Thessalonique en créant leur propre kehila (communauté) au sein de la plus grande communauté juive. 
Pendant la Seconde Guerre mondiale, la synagogue a été sauvée en étant réquisitionnée par la Croix-Rouge. En juin 1978, la structure du bâtiment a été gravement endommagée par un tremblement de terre. Il a été restauré par le gouvernement grec et est aujourd'hui principalement utilisé pendant les grandes vacances. 
La synagogue n'est plus en activité régulière. Il y en a une nouvelle partagée avec le rabbinat et les bureaux de la communauté juive de Thessalonique, rue Tsimiki, au centre-ville. Le musée juif est également proche de ce nouvel emplacement. 

## Voir également